# HD 97300
HD 97300 — звезда, которая находится в созвездии Хамелеон на расстоянии около 500 световых лет от нас. Звезда расположена в Комплексе Хамелеона — крупном регионе звездообразования.

## Характеристики
HD 97300 представляет собой молодую звезду, принадлежащую к классу объектов Хербига — Аро. По массе звезда приблизительно вдвое превосходит наше Солнце. Её окружает газопылевая отражательная туманность IC 2631. Наблюдения с помощью космических телескопов Гершель и Спитцер показали, что окружающий звезду пылевой диск относительно тёплый: его температура равна около 26 кельвинов.